# Broadfield Stadium
Broadfield Stadium – stadion piłkarski położony w Crawley, w Wielkiej Brytanii. Został otwarty w 1997 roku. Na tym obiekcie swoje mecze rozgrywa zespół Crawley Town F.C. Jego pojemność wynosi 5 996 miejsc, z czego 3 295 stanowią miejsca siedzące.